# الأمن الداخلي في قطر
الأمن الداخلي في قطر هو النظام المؤسسي والهيكلي الذي يهدف إلى حماية الدولة والمجتمع من التهديدات الأمنية المختلفة، سواء كانت داخلية أو خارجية، ويشمل مجموعة من الأجهزة والهيئات المختصة بحفظ النظام، ومكافحة الجريمة، وضمان الأمن المجتمعي. يعد الأمن الداخلي أحد الركائز الأساسية لاستقرار دولة قطر ونموها الاجتماعي والاقتصادي.

## الهيكل التنظيمي للأمن الداخلي
تتولى وزارة الداخلية القطرية مسؤولية الإشراف على الأمن الداخلي، وتشرف على عدة أجهزة ووحدات متخصصة تشمل: الشرطة القطرية الجهاز الرئيسي المكلف بحفظ الأمن والنظام العام، مكافحة الجرائم، تنظيم المرور، وحماية الممتلكات والأفراد ، جهاز الأمن الداخلي مختص برصد ومكافحة التهديدات الأمنية التي تمس الأمن الوطني مثل التجسس، الإرهاب، والجريمة المنظمة ، إدارة مكافحة الجرائم الإلكترونية مسؤولة عن مواجهة الجرائم المرتبطة بالتكنولوجيا والإنترنت، مثل الاحتيال الإلكتروني، الابتزاز، والقرصنة ، الإدارة العامة للحماية المدنية تقوم بخدمات الطوارئ، الإطفاء، والإنقاذ في حالات الحوادث والكوارث ، ووحدات الدوريات والضبط الميداني تنتشر في مختلف مناطق الدولة لضمان الأمن الميداني الفوري.

## مهام الأمن الداخلي
حفظ الأمن العام يتم من خلال تنظيم دوريات أمنية ثابتة ومتحركة لضمان سلامة المواطنين والمقيمين، والحد من الجرائم ، مكافحة الجرائم الجنائية تشمل التحقيق في الجرائم مثل السرقة، الاعتداء، والجرائم المنظمة ، مكافحة الإرهاب والتطرف تتم عبر العمل على منع وقوع الأعمال الإرهابية والتطرف العنيف من خلال جمع المعلومات الاستخباراتية والتعاون الدولي ، حماية البنى التحتية الحيوية تتضمن تأمين المنشآت الحكومية، النفطية، والمرافق الحيوية ضد التهديدات ، إدارة الأزمات والطوارئ تهدف إلى تنسيق الاستجابة السريعة لحوادث الطوارئ والكوارث الطبيعية ، تنظيم المرور والسلامة على الطرق يشمل تطبيق القوانين المرورية وتقليل الحوادث من خلال الحملات التوعوية والمراقبة.

## التعاون الإقليمي والدولي
تشارك قطر بفعالية في شبكات التعاون الأمني الإقليمي والدولي، ومنها التعاون مع دول مجلس التعاون الخليجي لتبادل المعلومات الأمنية ومكافحة الجرائم العابرة للحدود ، التنسيق مع المنظمات الدولية مثل الإنتربول والأمم المتحدة لمواجهة الإرهاب والجرائم الإلكترونية ، والمشاركة في تدريبات وبرامج تدريبية مشتركة لتطوير قدرات الأجهزة الأمنية.

## التطورات التكنولوجية في الأمن الداخلي
استثمرت قطر في دمج التقنيات الحديثة في منظومة الأمن الداخلي، منها أنظمة كاميرات المراقبة الذكية المدمجة بالذكاء الاصطناعي ، استخدام الطائرات بدون طيار في عمليات المراقبة والإنذار المبكر ، وتطبيقات الهواتف الذكية التي تتيح الإبلاغ السريع عن الجرائم والطوارئ.

## التحديات والآفاق المستقبلية
يواجه الأمن الداخلي في قطر تحديات عدة، منها التطور المستمر في أساليب الجرائم الإلكترونية ، الحفاظ على التوازن بين الأمن والحقوق المدنية ، وتعزيز قدرات الموارد البشرية والتقنيات الحديثة. تسعى قطر إلى تعزيز منظومة الأمن الداخلي عبر تطوير البرامج التدريبية، تعزيز التعاون الدولي، والاعتماد المتزايد على التكنولوجيا